# Трояни (Мазовско войводство)
Троя̀ни (на полски: Trojany) е село в Полша, Мазовско войводство, Воломински окръг, община Домбровка. Разположено е между градовете Воломин и Варшава. По данни от 2011 година има 520 жители.
Географските му координати са 52°28′00″ с. ш. 21°20′00″ и. д. / 52.466667° с. ш. 21.333333° и. д..